# Euchalcia decolor
Euchalcia decolor là một loài bướm đêm trong họ Noctuidae.